# Hoofdklasse hockey heren 1984/85
Het seizoen 1984/85 is de 12de editie van de herenhoofdklasse waarin onder de KNHB-vlag om het landskampioenschap hockey werd gestreden. 
In het voorgaande seizoen zijn Hattem en Geel-Zwart gedegradeerd. Hiervoor zijn SCHC en Den Bosch in de plaats gekomen. 
Kampong werd landskampioen, Laren en nieuwkomer Den Bosch degradeerden rechtstreeks.

## Eindstand
Na 22 speelronden was de eindstand:
| #  | Club              | GS | W  | G | V  | P  | DV      | DT      | DS  |
| -- | ----------------- | -- | -- | - | -- | -- | ------- | ------- | --- |
| 1  | Kampong           | 22 | 15 | 5 | 2  | 35 | 76 - 29 | 76 - 29 | +47 |
| 2  | Bloemendaal       | 22 | 14 | 5 | 3  | 33 | 65 - 28 | 65 - 28 | +37 |
| 3  | Klein Zwitserland | 22 | 14 | 4 | 4  | 32 | 65 - 47 | 65 - 47 | +18 |
| 4  | HGC               | 22 | 14 | 3 | 5  | 31 | 65 - 36 | 65 - 36 | +29 |
| 5  | Amsterdam         | 22 | 12 | 5 | 5  | 29 | 67 - 41 | 67 - 41 | +26 |
| 6  | Tilburg           | 22 | 10 | 5 | 7  | 25 | 42 - 50 | 42 - 50 | -8  |
| 7  | SCHC              | 22 | 5  | 7 | 10 | 17 | 35 - 56 | 35 - 56 | -21 |
| 8  | HDM               | 22 | 6  | 4 | 12 | 16 | 33 - 55 | 33 - 55 | -22 |
| 9  | Oranje Zwart      | 22 | 5  | 5 | 12 | 15 | 41 - 51 | 41 - 51 | -10 |
| 10 | Leiden            | 22 | 5  | 4 | 13 | 14 | 34 - 62 | 34 - 62 | -28 |
| 11 | Laren             | 22 | 4  | 2 | 16 | 10 | 37 - 57 | 37 - 57 | -20 |
| 12 | Den Bosch         | 22 | 2  | 3 | 17 | 7  | 28 - 76 | 28 - 76 | -48 |

### Legenda
| Afk.    | Betekenis                                                   |
| ------- | ----------------------------------------------------------- |
| GS      | aantal gespeelde wedstrijden                                |
| W       | aantal gewonnen wedstrijden                                 |
| G       | aantal gelijk gespeelde wedstrijden                         |
| V       | aantal verloren wedstrijden                                 |
| P       | totaal aantal punten                                        |
| DV      | aantal gemaakte doelpunten                                  |
| DT      | aantal doelpunten tegen                                     |
| DS      | doelsaldo                                                   |
| Kampong | Landskampioen Kampong plaatst zich voor de Europacup I 1986 |
| Laren   | Laren en Den Bosch zijn rechtstreeks gedegradeerd           |

Nederlands landskampioenschap:

1897/98 ·
1898/99 ·
1899/00 ·
1900/01 ·
1901/02 ·
1902/03 ·
1903/04 ·
1904/05 ·
1905/06 ·
1906/07 ·
1907/08 ·
1908/09 ·
1909/10 ·
1910/11 ·
1911/12 ·
1912/13 ·
1913/14 ·
1914/15 ·
1915/16 ·
1916/17 ·
1917/18 ·
1918/19 ·
1919/20 ·
1920/21 ·
1921/22 ·
1922/23 ·
1923/24 ·
1924/25 ·
1925/26 ·
1926/27 ·
1927/28 ·
1928/29 ·
1929/30 ·
1930/31 ·
1931/32 ·
1932/33 ·
1933/34 ·
1934/35 ·
1935/36 ·
1936/37 ·
1937/38 ·
1938/39 ·
1939/40 ·
1940/41 ·
1941/42 ·
1942/43 ·
1943/44 ·
1944/45 ·
1945/46 ·
1946/47 ·
1947/48 ·
1948/49 ·
1949/50 ·
1950/51 ·
1951/52 ·
1952/53 ·
1953/54 ·
1954/55 ·
1955/56 ·
1956/57 ·
1957/58 ·
1958/59 ·
1959/60 ·
1960/61 ·
1961/62 ·
1962/63 ·
1963/64 ·
1964/65 ·
1965/66 ·
1966/67 ·
1967/68 ·
1968/69 ·
1969/70 ·
1970/71 ·
1971/72 ·
1972/73
Hoofdklasse heren:

1973/74 · 
1974/75 · 
1975/76 · 
1976/77 · 
1977/78 · 
1978/79 · 
1979/80 · 
1980/81 · 
1981/82 · 
1982/83 · 
1983/84 · 
1984/85 · 
1985/86 · 
1986/87 · 
1987/88 · 
1988/89 · 
1989/90 · 
1990/91 · 
1991/92 · 
1992/93 · 
1993/94 · 
1994/95 · 
1995/96 · 
1996/97 · 
1997/98 · 
1998/99 · 
1999/00 · 
2000/01 · 
2001/02 · 
2002/03 · 
2003/04 · 
2004/05 · 
2005/06 · 
2006/07 · 
2007/08 · 
2008/09 · 
2009/10 · 
2010/11 · 
2011/12 · 
2012/13 ·
2013/14 ·
2014/15 ·
2015/16 ·
2016/17 ·
2017/18 ·
2018/19 ·
2019/20 ·
2020/21 ·
2021/22 ·
2022/23 ·
2023/24 ·
2024/25 ·
Nederlandse competities: Hoofdklasse (zaal) · Promotieklasse · Overgangsklasse · Eerste klasse · Tweede klasse · Derde klasse · Vierde klasse · Gold Cup · Silver Cup

Nederlands kampioenschap: Lijst van Nederlandse landskampioenen hockey · Lijst van Nederlandse landskampioenen zaalhockey

Europese competities: Euro Hockey League · Europacup I · Europa Cup II · Europacup zaalhockey